# Antonio Esposito
Antonio Esposito (ur. 13 grudnia 1972 w Lugano) – szwajcarski piłkarz występujący na pozycji pomocnika.

## Kariera klubowa
Esposito karierę rozpoczynał w 1990 roku w pierwszoligowym klubie FC Lugano. W 1993 roku zdobył z nim Puchar Szwajcarii. W 1996 roku odszedł do Grasshopper Club, także grającego w ekstraklasie. W 1998 roku zdobył z nim mistrzostwo Szwajcarii. Drugą połowę sezonu 1998/1999 spędził na wypożyczeniu w hiszpańskim CF Extremadura z Primera División. Potem wrócił do Grasshoppers, ale w styczniu 2001 roku został wypożyczony do włoskiego Cagliari Calcio z Serie B.
W połowie 2001 roku Esposito podpisał kontrakt z francuskim AS Saint-Étienne, występującym w Division 2. W 2002 roku wrócił do Szwajcarii, gdzie został graczem klubu FC Basel. W 2003 roku zdobył z nim Puchar Szwajcarii, a w 2004 roku mistrzostwo Szwajcarii.
W 2004 roku ponownie wyjechał do Włoch, gdzie podpisał kontrakt z AS Varese. Potem grał jeszcze w szwajcarskich zespołach, FC Mendrisio oraz drugoligowca AC Lugano, w którym występował już gdy ten nosił nazwę FC Lugano. W 2005 roku zakończył tam karierę.

## Kariera reprezentacyjna
W reprezentacji Szwajcarii Esposito zadebiutował 10 lutego 1997 roku w przegranym 1:2 towarzyskim meczu z Rosją. W latach 1997–2001 w drużynie narodowej rozegrał 3 spotkania.